# 阙毗伽·卡迪尔汗
阙毗伽·卡迪尔汗（Kül Bilgä Qadir Khan；？—？），又称毗伽阙·卡迪尔汗，根据杰马勒·卡尔希《苏拉赫词典补编》保存的《喀什噶尔史》片段记载，喀喇汗国第一任君主。有人说他是庞特勤。
建国之初，喀喇汗国像突厥汗国，也是个松散的多民族部落联合。在草原游牧帝国的“双汗制”传统影响下，大汗之侧有副汗。大汗称阿尔斯兰（狮子）喀喇可汗，驻八剌沙衮，号“哈喇斡耳朵”或“虎思斡耳朵”（今巴尔喀什湖楚河河源西南）。副汗称博格拉（公驼）喀什可汗，驻怛罗斯（今哈萨克斯坦塔拉兹）。阙毗伽·卡迪尔汗的儿子奥古尔恰克担任博格拉（公驼）喀什可汗，巴兹尔担任阿尔斯兰（狮子）喀喇可汗。
| 前任： — | 喀喇汗国可汗 840年左右 | 繼任： 巴兹尔 奥古尔恰克 |